# Palais des congrès
Un palais des congrès, centre des congrès, centre de conférences, ou encore centre de conventions, est un lieu où des événements (salons) culturels, artistiques, professionnels et politiques sont programmés.

## Liste non exhaustive

### Algérie
- Centre international de Conférences
- Centre de conventions d'Oran

### Allemagne

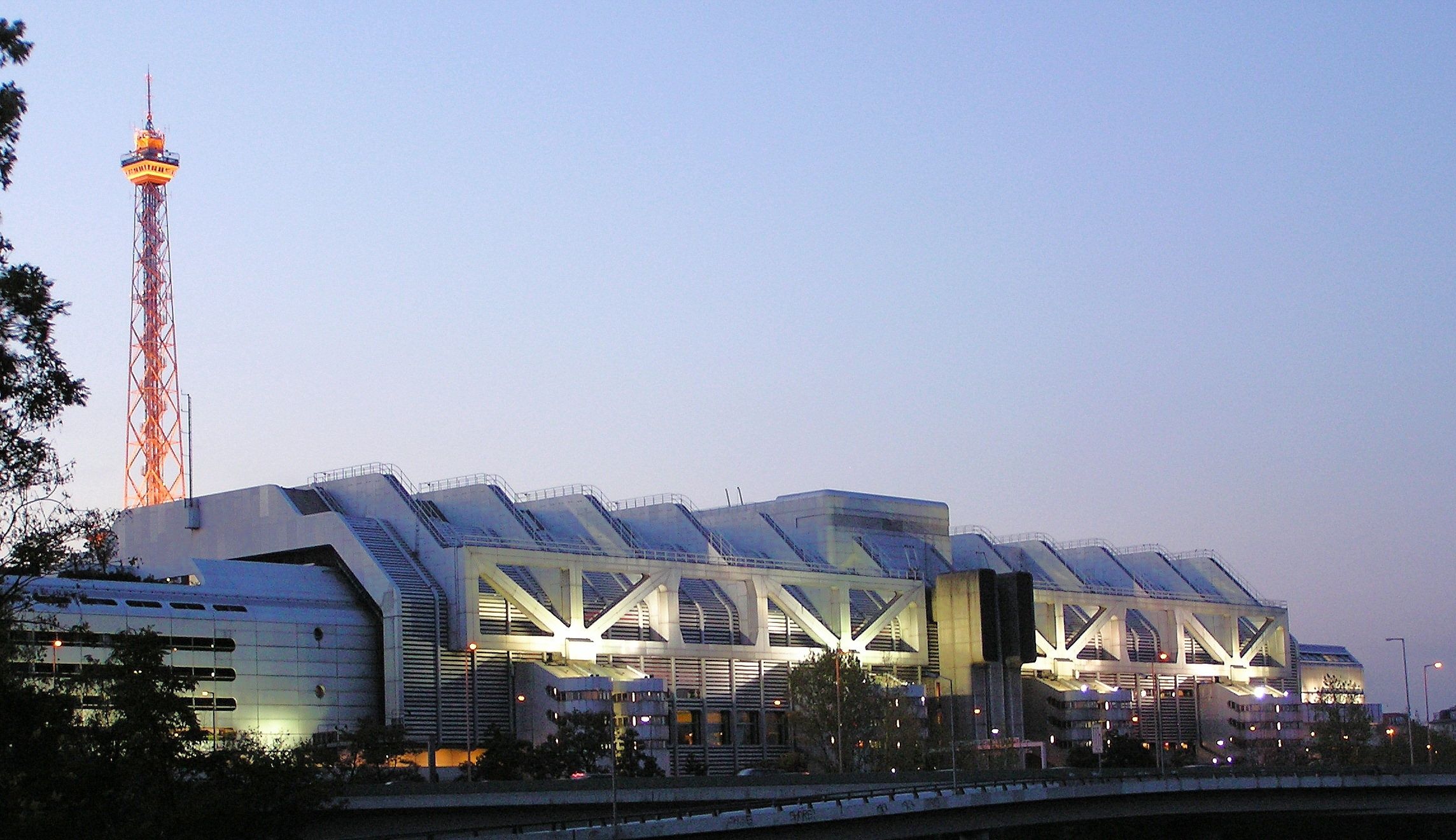
Centre de congrès international de Berlin.

- Centre de congrès international de Berlin

### Argentine

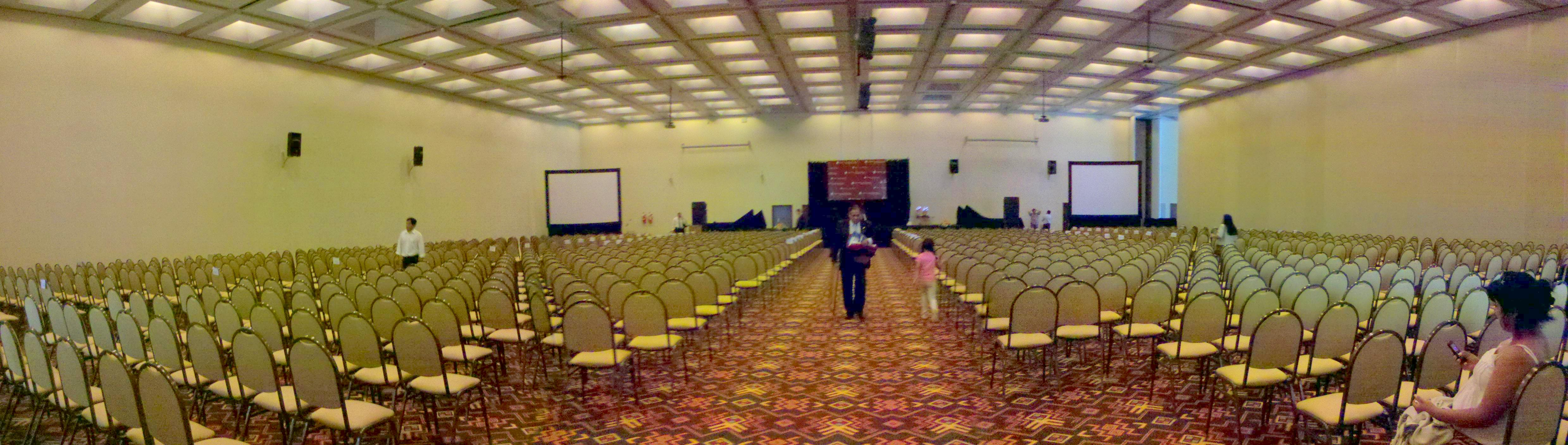
Centre international des Congrès de Salta (Argentine)

- Centre International des Congrès de Salta

### Belgique
- Square - Brussels Meeting Centre
- Palais des congrès de Liège
- Mons International Congress XPerience

### Bénin
- Palais des congrès de Cotonou

### Brésil

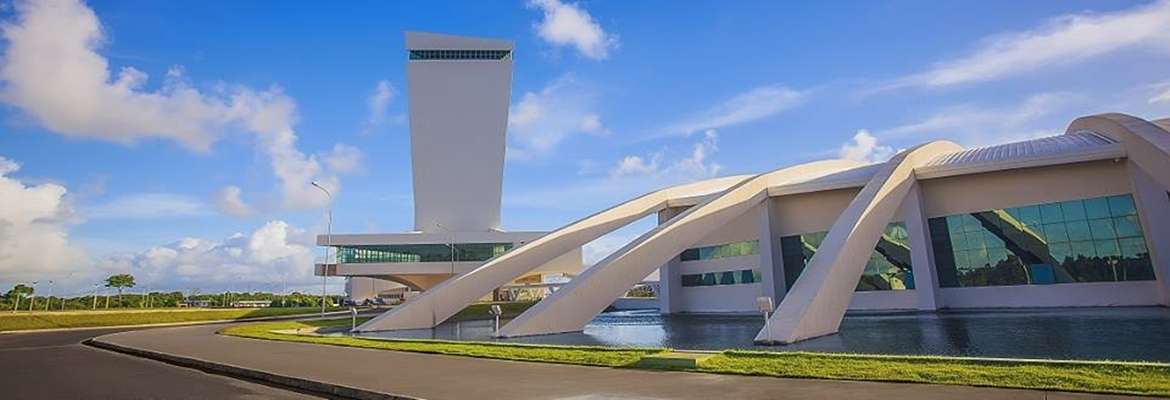
Centre de congrès Poète Ronaldo Cunha Lima à João Pessoa (Brésil)

- Centre de congrès Poète Ronaldo Cunha Lima

### Cameroun
- Palais des congrès de Yaoundé

### Canada
Ontario
- Palais des congrès du Toronto métropolitain

Québec

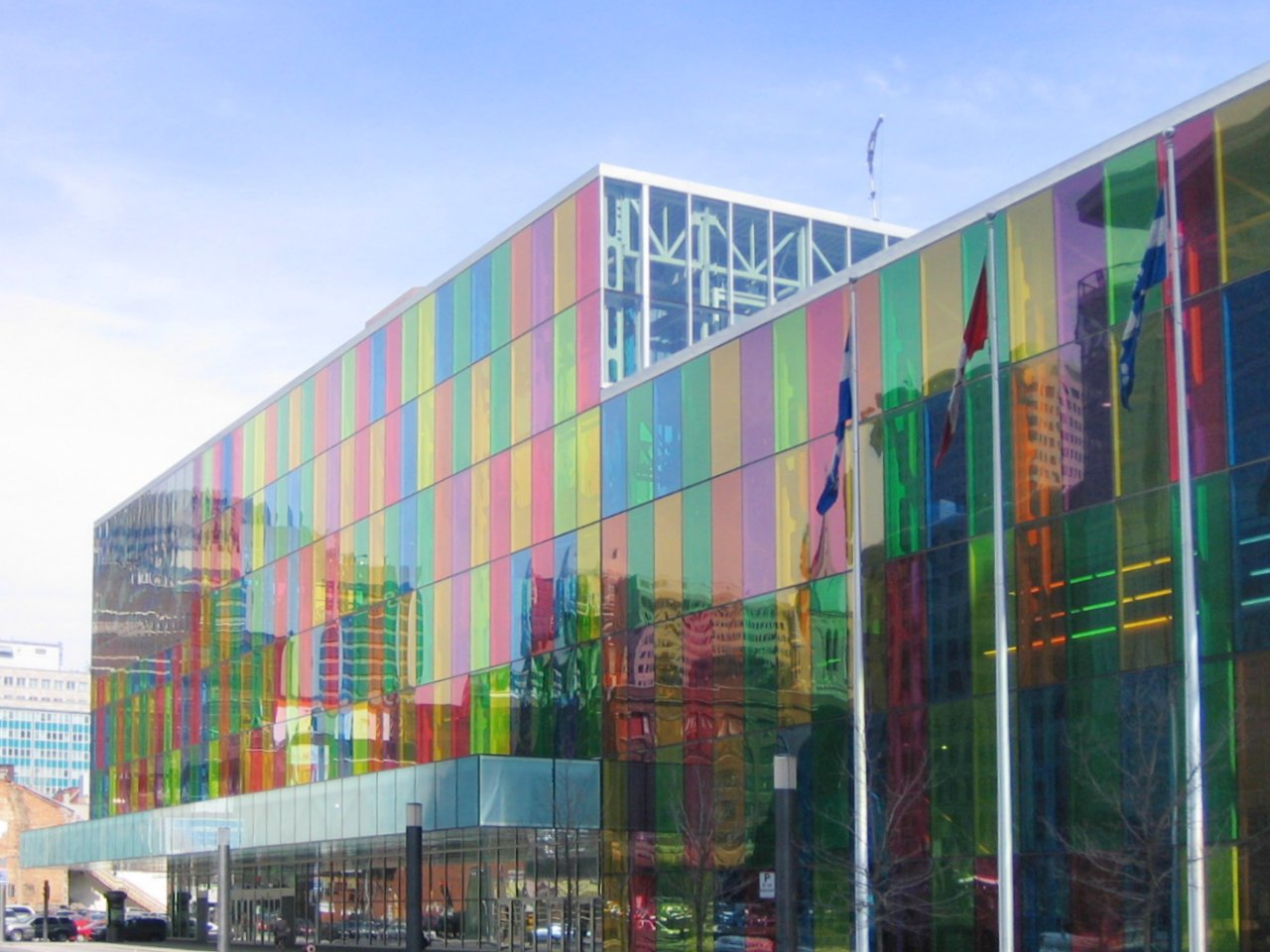
Centre des congrès de Québec
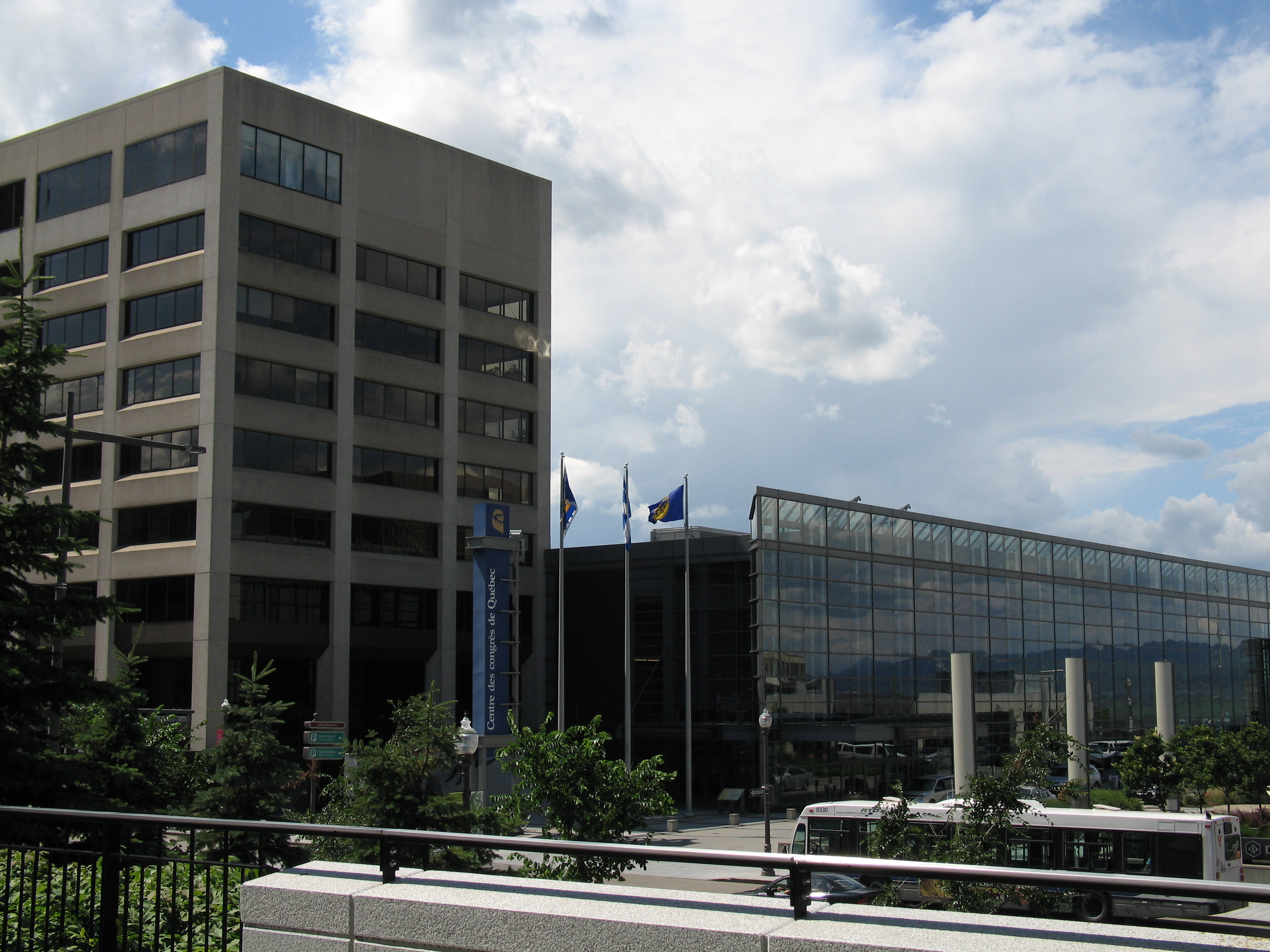
Palais des congrès de Montréal

- Palais des congrès de Montréal
- Centre des congrès de Québec

### États-Unis

#### Californie
- Palais des congrès de Los Angeles (Los Angeles Convention Center)

#### Hawaï
- Palais des congrès de Hawaï (Hawaii Convention Center)

#### New York
- Jacob K. Javits Convention Center

### France
- Nicea (centre des congrès)[1],[2].

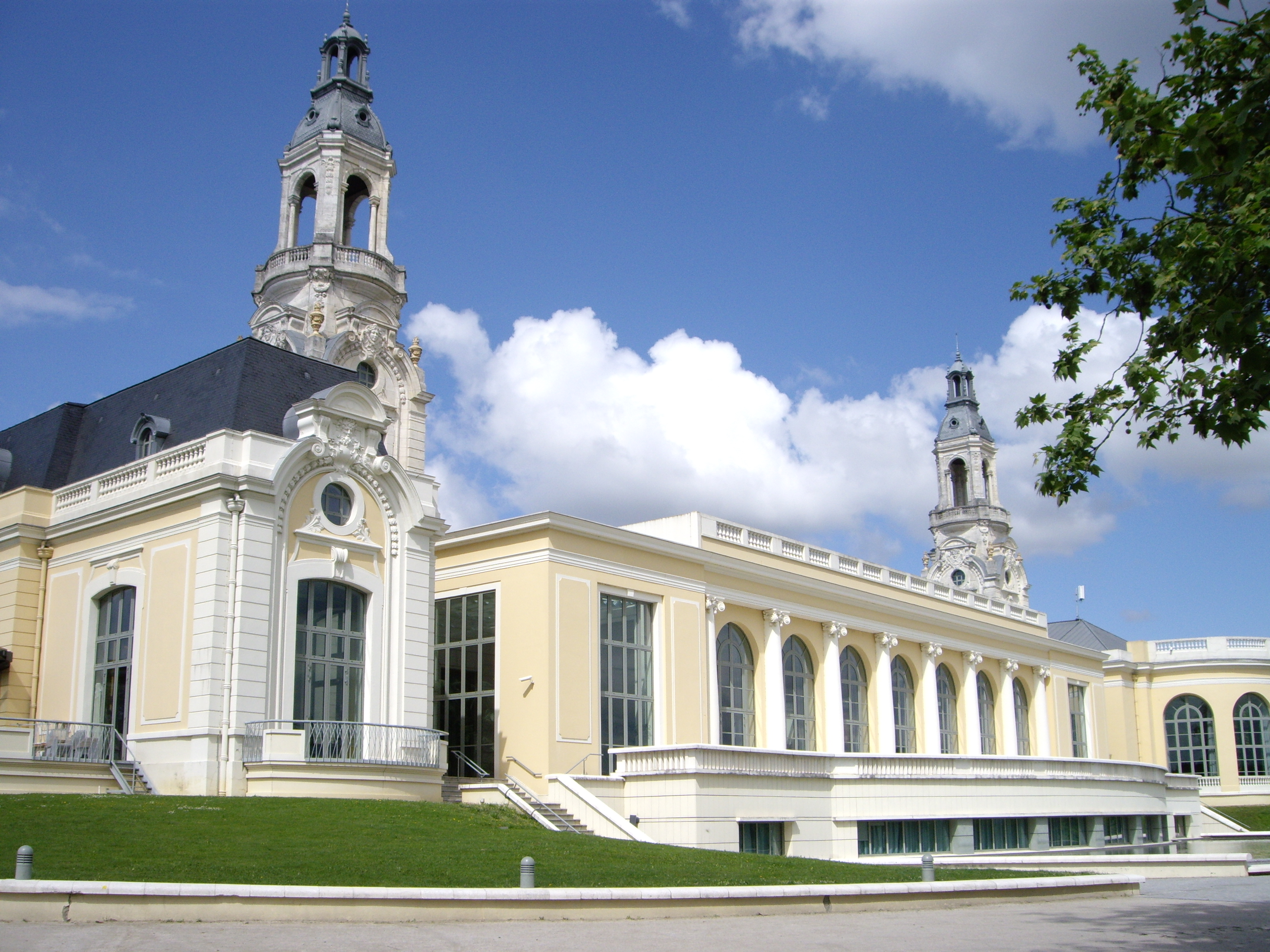
Centre des congrès de Pau.

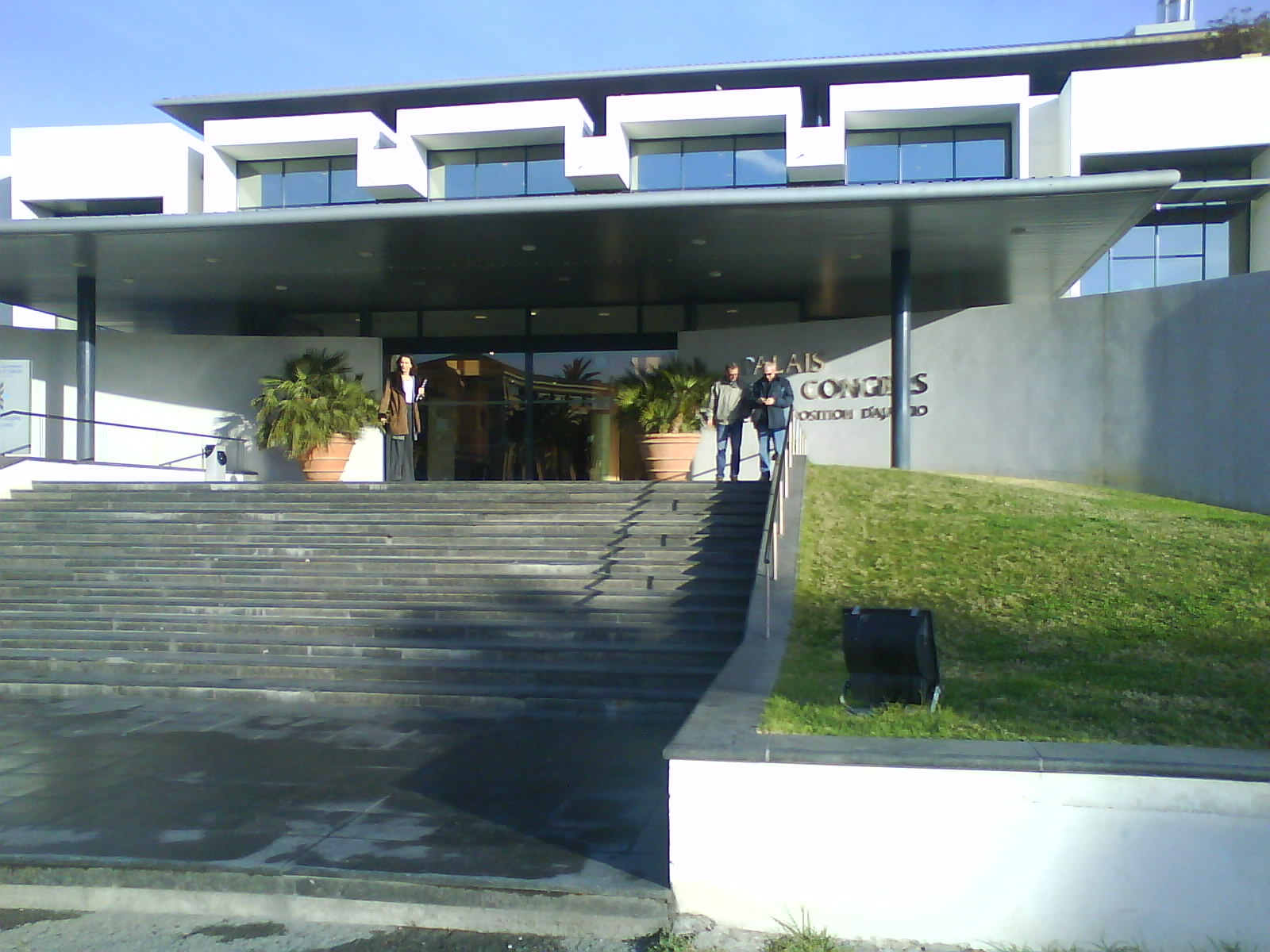
Le palais des congrès d'Ajaccio

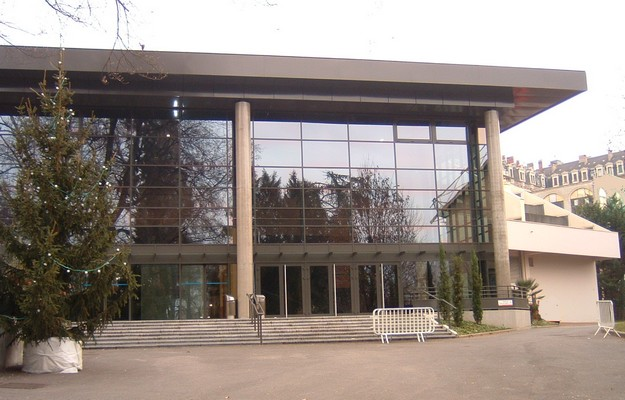
Le palais des congrès d'Aix-les-Bains

Le Centre des Congrès de Nantes

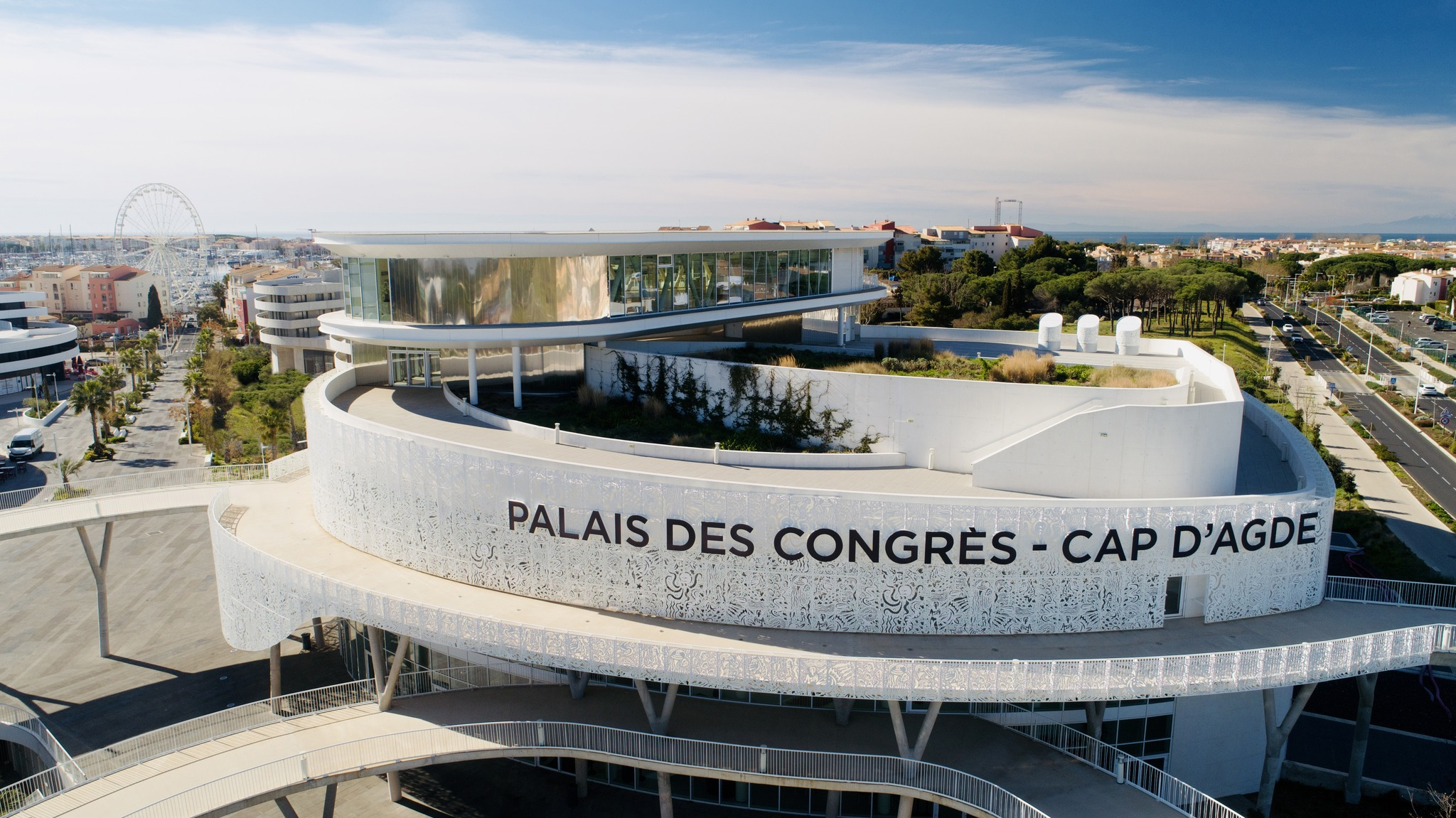
Le Palais des Congrès du Cap d'Agde

- Centre de Congrès /  Le Dôme à Carcassonne
- Centre culturel et des congrès André-Grosjean, à Aix-les-Bains
- Palais des congrès d'Ajaccio
- Palais des congrès d'Antibes Juan-les-Pins
- Palais des congrès de Beaune
- Palais des congrès de Besançon
- Palais des congrès de Bordeaux
- Palais des congrès de Bourges
- Centre de congrès de Caen
- Palais des Congrès du Cap d'Agde
- Centre international de Deauville
- Palais des congrès de Dijon
- Palais des congrès de La Rochelle
- Lille Grand Palais
- Centre de congrès de Lyon
- Eurexpo (Lyon)
- Palais des congrès et de la culture du Mans
- Palais des congrès de Marseille
- Palais des congrès Madiana, Fort-de-France, Martinique
- Metz Congrès Robert Schuman
- Corum de Montpellier
- Palais des congrès de Nancy
- Cité des congrès de Nantes
- Acropolis-Congrès à Nice
- Palais Beaumont - Centre de congrès historique de Pau
- Palais des congrès de Paris
- Palais des Congrès Paris-Saclay à Massy[3]
- Palais des congrès de Perpignan
- Palais des congrès du Futuroscope, à la Technopole du Futuroscope à Poitiers
- Centre des Congrès de Reims
- Centre des congrès de Rennes
- Palais des congrès de Royan
- Centre des congrès de Saint-Étienne
- Palais des congrès de Saint-Malo
- Palais de la musique et des congrès, à Strasbourg
- Palais des congrès de Toulon
- Diagora, à Toulouse Labège
- Centre des congrès Pierre Baudis a Toulouse dans le quartier Compans-Caffarelli
- Centre international de congrès de Tours
- Palais des congrès de Versailles

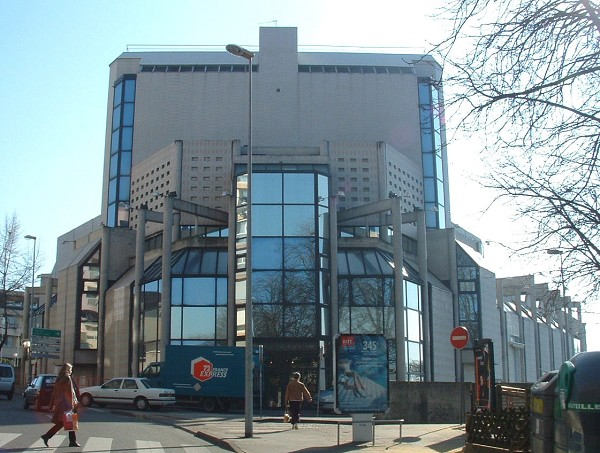
Palais des congrès et de la culture du Mans
Le palais des congrès de Paris
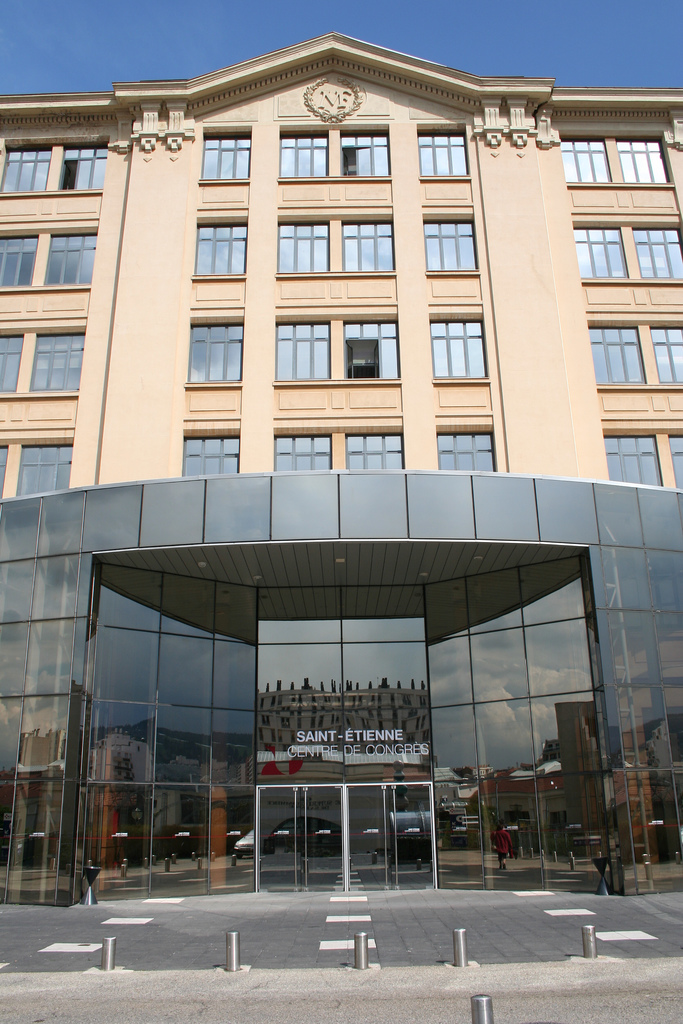
Cité Fauriel à Saint-Étienne
Palais des congrès du Futuroscope
Centre international de congrès de Tours

### Israël
- Centre de conventions internationales (Jérusalem)

### Italie
- Nouveau Centre des Congrès de Rome
- Palais des Congrès de Rome

### Maroc
- Palais des congrès de Marrakech
- Palais des congrès de Skhirat
- Parc des Expositions - Office des Changes, Casablanca

### Panama
- centre de convention ATLAPA (Atlantique Pacifique) de Panama.

### Pologne
- centre international des congrès de Katowice

### République du Congo
- Palais des congrès de Brazzaville

### Suisse
- Centre de congrès de Davos

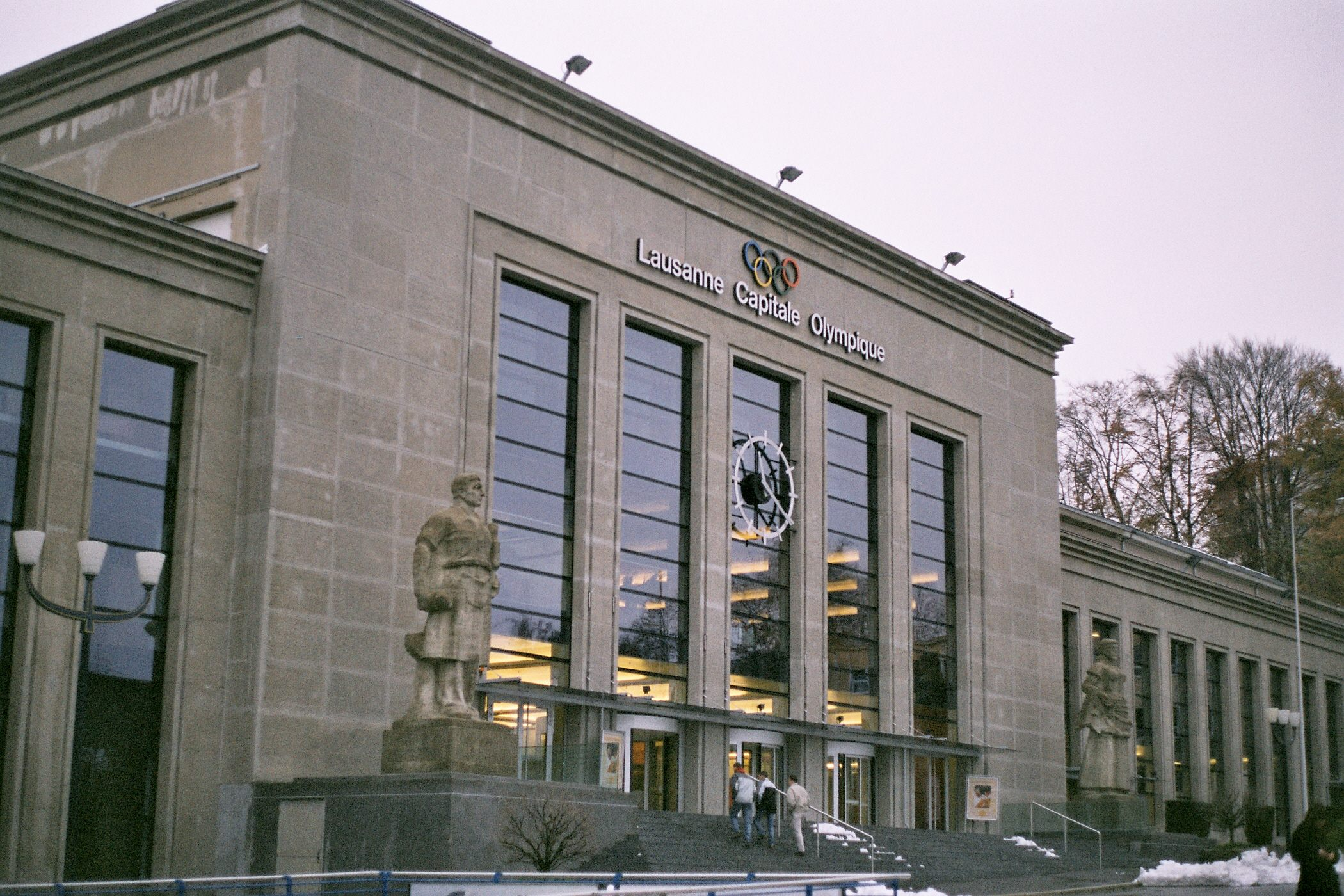
Le Palais de Beaulieu, à Lausanne

- Centre de congrès de l'École polytechnique fédérale de Lausanne
- Palais de Beaulieu, Lausanne
- Palexpo, Genève
- Palais des Congrès, à Bienne

### Togo
- Palais des congrès de Lomé